# José Gottardi Cristelli
José (Giuseppe) Gottardi Cristelli (Baselga di Pinè, 21 de setembre de 1923 – Montevideo, 7 de març de 2005) va ser un sacerdot catòlic uruguaià d'origen italià. Va ser el cinquè arquebisbe de Montevideo entre els anys 1985 i 1998.

## Biografia
Nascut a Itàlia el 1923, va emigrar a l'Uruguai al costat dels seus pares quan tenia sis anys. El 1950 va ser nomenat sacerdot salesià a Rosario, Argentina. Durant els primers anys va ser inspector salesià per a tota Amèrica del Sud.
El papa Pau VI el va nomenar bisbe auxiliar de Mercedes i després de Montevideo el 1975. Entre 1985 i 1998, va ser el cinquè arquebisbe de la capital uruguaiana.
Va morir el 2005 com a resultat d'un càncer.